# Мейер, Барбара Джин
Барбара Мейер (Barbara Jean Meyer; род. 1949, Стоктон, Калифорния) — американский биолог, специалист по структуре и функциям хромосом.
Доктор философии, профессор Калифорнийского университета в Беркли и исследователь Медицинского института Говарда Хьюза, член Национальной АН США (2000) и её совета, Американского философского общества (2014) и Национальной медицинской академии США (2018).
Окончила Стэнфордский университет (бакалавр биологии), получила степень доктора философии по биохимии и молекулярной биологии в Гарвардском университете, где занималась у Марка Ташне. Являлась постдоком у Сиднея Бреннера, впоследствии нобелевского лауреата, в MRC Laboratory of Molecular Biology в Кембридже. Перед тем, как поступить в штат Калифорнийского университета в Беркли и стать исследователем Медицинского института Говарда Хьюза, состояла в MIT ассистент- и ассоциированным профессором. Президент Genetics Society of America (2018). Подготовила многих учеников.
Член Американской академии искусств и наук (1995) и Американской академии микробиологии.

## Награды и отличия
- National Science Foundation Faculty Award for Women (1985-87)
- NIH MERIT award[англ.] (1995—2005)
- Genetics Society of America Medal[англ.] (2010)
- Amory Prize[нем.] Американской академии искусств и наук (2017)
- Медаль Томаса Ханта Моргана (2018)[5]
- Медаль Э. Б. Уилсона (2018)